# 光頭哥哥
光頭哥哥（1975年2月7日—2019年11月13日），或稱光頭葛格，本名陳俊傑，生於臺灣彰化縣，實踐大學應用外語學系學士，臺灣YouTuber、網路紅人及喜劇演員。其作品多為搞笑短片及祝福影片，其中最著名影片為〈尋找紅心A〉與〈哥哥，母湯喔〉。
因光頭哥哥在〈尋找紅心A〉影片中自紅色內褲裡抽出撲克牌的無厘頭魔術，以及在〈哥哥，母湯喔〉中不斷的在身上纏繞絕緣膠帶與最後一句台詞「母湯喔」的個人風格表演，使他於2018年起在臺灣各大網路論壇竄紅。在他病逝後，其YouTube頻道於2019年11月18日達到10萬訂閱。

## 生平
陳俊傑畢業於實踐大學應用外語系，本身患有憂鬱性情緒失調（憂鬱症和自閉症），不善於表達情緒，且被鑑定為遲緩兒（領有身障手冊）。在小時候人緣欠佳，甚至在17、18歲時有輕生念頭。在母親陪同下前往臺北榮總精神科看診，並一度深入研讀《聖經》成為基督教慕道友，經由藥物治療與宗教研究的幫助而逐漸好轉。在一段影片紀錄中也引用《聖經》所述，表示耶稣從小也常被人欺負，認為要擺脫憂鬱情緒，要先培養忍耐及接受挫折的能力。
2017年底，因於YouTube平台上傳〈尋找紅心A〉，以及另一部自己一邊以绝缘胶带綑綁赤祼的上身、一邊不斷念著「哥哥，不要」，最後以滑稽的方式緩慢說出「哥哥，毋湯喔」作結尾的影片而爆紅。而後者影片中的台詞「毋湯喔」則是於2018年底被新聞媒體以文字流量分析後，評選為該年度台灣網路十大金句榜首。
光頭哥哥的影片類型主要以祝福他人為主，其次為歌唱、美食分享、人生觀、英語教學等，平均每兩天會開一次直播。若有網友要求祝福，舉凡祝福生日快樂、工作順利、考試加油、分娩生產順利等，光頭哥哥大都會為其拍攝影片。另外，光頭哥哥也曾拍影片聲援香港的反送「中」運動。光頭哥哥常介紹他平常喜歡的住家週邊食物並拍成影片。光頭哥哥也會不少口技、特殊模仿與表演，例如模仿打乒乓球聲音、騎摩托車輾到狗、與外國女性對話等等。
據光頭哥哥於〈林同學的訪問〉片中表示，想當YouTuber的起因是自身的一點虛榮心，但最主要還是因為喜歡搞笑，僅是單純的想把歡樂帶給大家。而「光頭哥哥」這個名字的構想是參考「雞排妹」鄭家純與「FBI帥哥」鄧佳華。

## 逝世
2019年11月11日傍晚6時，陳俊傑因肺栓塞、胰臟炎、高血糖高滲透壓、多重器官衰竭、出血性腦中風、重積性癲癇等多種重大疾病，緊急送進新光吳火獅紀念醫院急診部，兩個多小時後轉至加護病房，13日凌晨2點27分在院內逝世，享年44歲。
14日晚間，其姊於「陳俊傑」臉書個人頁面發文告知此消息，當天深夜陳俊傑的粉絲專頁「光頭哥哥陳俊傑」確認此消息。在得知消息後，大批粉絲到光頭哥哥的個人臉書發文與其Twitch帳號聊天室留言悼念，感謝光頭哥哥無私的帶給觀眾歡樂。
21日上午8時，在臺北市第二殯儀館舉行告別式。根據葬儀公司的統計，有超過1,300位粉絲齊聚，送光頭哥哥最後一程。時任臺北市議員的高嘉瑜也前去致意，有網友稱高嘉瑜帶媒體記者到會場，不顧阻止四處拍攝。高嘉瑜則澄清說，她是到場才知道有記者，有要求記者不要報導。該名記者也在貼文下留言說，「高議員帶記者去，以她平常的知名度，又何必做這種事情？」且在工作人員告知後，他就收起攝影器材離開，完全沒有踏入靈堂。

## 軼事
- 網友曾多次建議光頭哥哥陳俊傑在YouTube頻道中開啟贊助或廣告營利，但面對此事陳俊傑都只是微笑帶過。他本人曾表示，帶給大家歡樂已使他心靈富裕，並不在乎營利。所以陳俊傑的YouTube頻道在其過世前幾個月才開營利，也因此被粉絲稱為「唯一清流直播主」，其精神受到許多網友肯定。因為這個原因，遊戲實況主“國動”張葦航和其弟“統神”張嘉航就曾販售光頭哥哥聯名款服飾，並主動將盈餘交給陳俊傑。此外，還有人在經過陳俊傑同意後，於通信軟體LINE販售「光頭哥哥貼圖」，並將營收交付給陳俊傑[13]。

- 2018年2月，YouTuber黃大謙在〈回覆酸民的留言8〉片中，以「這（指陳俊傑的影片）才是有品質的娛樂內容」，回覆網友對黃大謙的批評，而實質上是在嘲諷光頭哥哥，引發光頭哥哥粉絲的不滿[14]，事後粉絲在光頭哥哥的直播中提及這件事，對此光頭哥哥本人則是回應：「每個人看事情的角度都不一樣，身為公眾人物本來就會受到人家的批評。」雍容大度，一笑置之[15]。黃大謙在光頭哥哥病逝後，寫下一篇對光頭哥哥悼念的文章，並稱「我沒有宗教信仰，但我希望他現在在更好的地方，他帶給網路的影響好深遠，他帶給我的影響也好深遠。」[16]

- 2018年底發生美國實況主Cjayride歧視台灣女性並表示台灣女性很「EZ」，陳俊傑曾以英文評論此事[17]。

- 2019年11月，專門改編歌曲的YouTuber「梅川伊芙」在光頭哥哥病逝之後，用陳雪凝《你的酒館對我打了烊》的曲調，改編為《你的女友對我打了槍》以紀念光頭哥哥，歌聲都是合成自光頭哥哥原聲，歌詞除了惡搞之外，有「光頭葛格現在要上天堂，你說好不好」，用以祝願光頭哥哥的冥福[18]。